# Iglesia ortodoxa georgiana

Eparquías de la Iglesia ortodoxa georgiana en 2010.

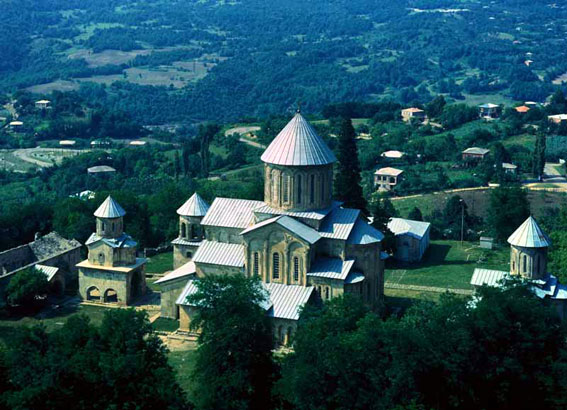
Monasterio de Gelati, en la ciudad de Kutaisi.

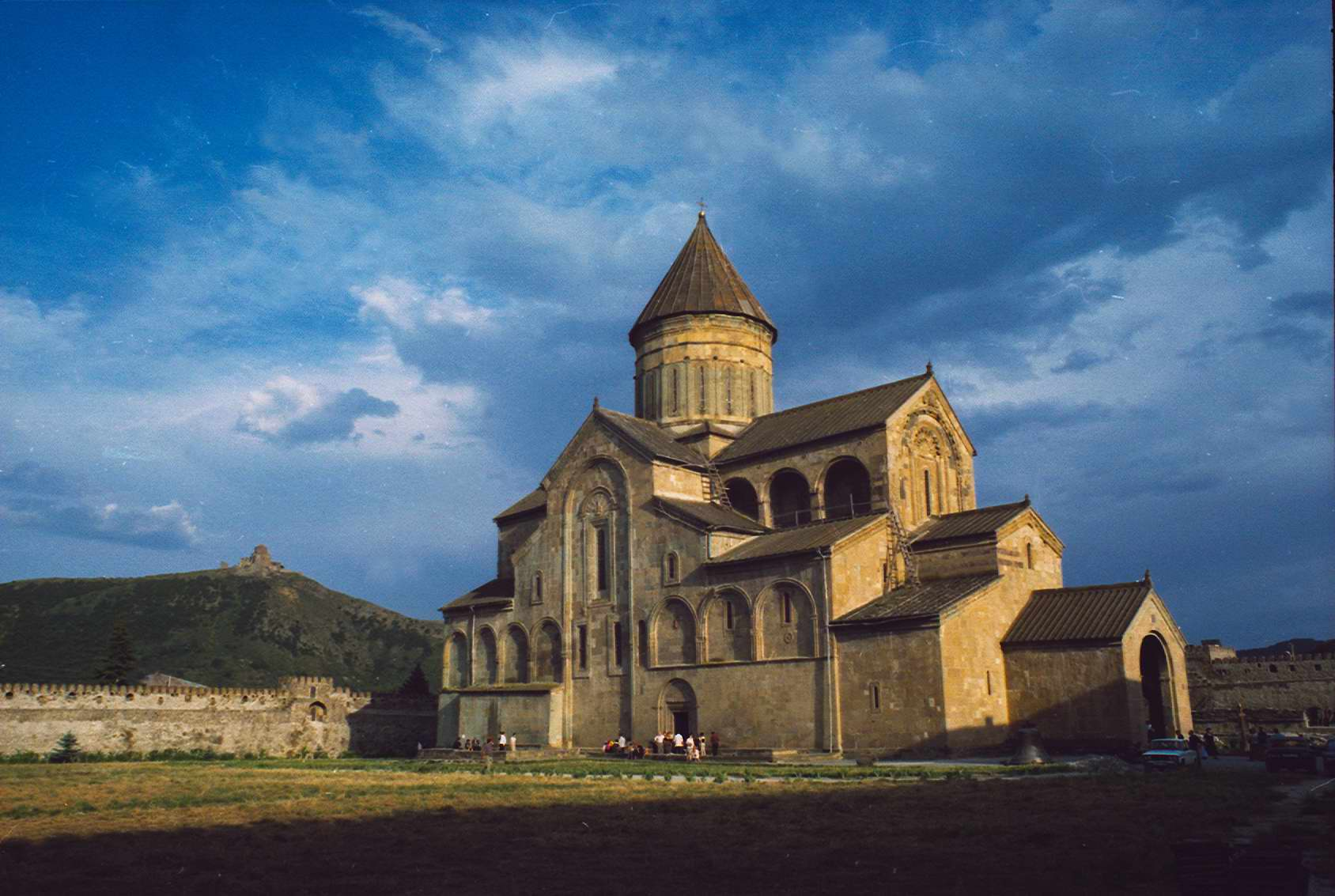
Catedral de Svetitsjoveli (1010-1029) en Mtsjeta.

La Iglesia ortodoxa georgiana, cuyo nombre completo es Iglesia georgiana apostólica autocéfala ortodoxa (en georgiano: საქართველოს სამოციქულო ავტოკეფალური მართლმადიდებელი ეკლესია, romanizado: Sakartvelos Samotsikulo Avt'ok'epaluri Martlmadidebeli Ek'lesia), es la Iglesia nacional de Georgia y una de las quince Iglesias autocéfalas de la comunión ortodoxa. Reúne a unos 4,75 millones de fieles, mayoritariamente en Georgia y la antigua URSS.

## Historia

### Origen
La Iglesia georgiana es una de las Iglesias más antiguas y según la tradición, sus orígenes se remontan a la predicación del apóstol Andrés en Cólquida e Iberia transcaucásica en el siglo I. Sin embargo, la historiografía moderna considera este relato mítico, y el fruto de una tradición tardía derivada de las leyendas bizantinas del siglo IX sobre los viajes de Andrés en la cristiandad oriental.
La propagación del cristianismo en la actual Georgia antes del siglo IV todavía es poco conocida. El primer evento documentado en este proceso es la predicación de santa Ninó de Georgia y sus consecuencias, aunque las fechas exactas aún se debaten. Su intercesión condujo a la conversión del rey Mirian III de Iberia, su esposa la reina Nana y su familia. Cyrille Toumanoff data la conversión de Mirian en 334, su bautismo oficial y la posterior adopción del cristianismo como religión oficial de Iberia en 337. El bautismo real y la organización de la Iglesia fueron realizados por sacerdotes enviados desde Constantinopla por Constantino el Grande. La conversión de la gente de Iberia se produjo rápidamente en las llanuras, pero las creencias paganas subsistieron durante mucho tiempo en las regiones montañosas. En el reino occidental de Lázica, que era política y culturalmente distinto de Iberia en ese tiempo y culturalmente más integrado al Imperio romano, algunas de sus ciudades ya tenían obispos en el momento del Concilio de Nicea I en 325.

### Dependencia de Antioquía y autonomía
En los siglos IV y V, la Iglesia de Iberia estaba estrictamente subordinada al patriarcado de Antioquía. Todos los obispos fueron consagrados en Antioquía antes de ser enviados a Iberia. Circa 480, en un paso hacia la autocefalía, el patriarca de Antioquía Pedro Fullo elevó al obispo de Mtsjeta al rango de catolicós de Iberia, con la aprobación, o por instigación, del emperador bizantino Zenón. La Iglesia permaneció subordinada a la Iglesia de Antioquía, pero los catolicós podían nombrar obispos locales, aunque hasta la década de 740 su elección tuvo que ser confirmada por el sínodo de la Iglesia de Antioquía, e incluso después del siglo VIII, se hicieron pagos anuales a la Iglesia de Antioquía.

### Cisma y unión con la Iglesia bizantina
La Iglesia armenia rechazó las conclusiones del Concilio de Calcedonia de 451 en el Concilio de Dvin I en 506, junto con georgianos y albaneses del Cáucaso. En el Concilio de Dvin II en 554 rompieron formalmente la comunión con el papa de Roma y los patriarcas del Oriente, siendo los escindidos considerados monofisitas. En el Concilio de Dvin III (609–610) la Iglesia armenia rompió con la Iglesia de Iberia que había aprobado la cristología de Calcedonia, pero mantuvo su jurisdicción sobre la Iglesia albanesa que estaba en comunión con ambas. En los siglos siguientes la Iglesia georgiana tomó una orientación bizantina, alejándose de la influencia de la Iglesia armenia.
En la mitad occidental de Georgia, la antigua Cólquida, que había permanecido bajo una fuerte influencia bizantina, las Iglesias locales estaban bajo la jurisdicción del patriarcado de Constantinopla, y eran cultural y lingüísticamente helenísticas. Los obispos de las ciudades portuarias participaron en los concilios ecuménicos junto con los de los territorios bizantinos. A partir del siglo VI, esas Iglesias, cuyo idioma seguía siendo el griego, estaban encabezadas por el metropolitano en Fasis. Tras la ocupación árabe musulmana, la Iglesia occidental se separó de Constantinopla y reconoció la autoridad de los catolicós de Mtsjeta a fines del siglo IX.

### Autocefalia
En 1010, los catolicós de Iberia fueron elevados al honor del patriarca. A partir de entonces, la principal jerarquía de la Iglesia ortodoxa de Georgia llevó el título oficial de catolicós-patriarca de toda Georgia.
Las invasiones mongolas en el siglo XIII y Tamerlán en los siglos XIV-XV interrumpieron en gran medida el cristianismo georgiano. La unidad política del país se rompió varias veces, y definitivamente en la década de 1460. Las iglesias y los monasterios fueron atacados por los invasores, ya que albergaban muchos tesoros. Como resultado de esas devastaciones, muchos cayeron en mal estado o fueron abandonados. En la mitad occidental de Georgia se formó el catolicosado de Abjasia luego del dominio mongol. Cuando el reino se desintegró, se separó de Mtsjeta y los catolicós occidentales asumieron el título de patriarca. Esta sede rival, basada primero en Pitsunda, luego en el monasterio de Gelati cerca de Kutaisi, subsistió hasta 1795.

### Dependencia de la Iglesia rusa
En 1801, el Reino de Kartli-Kajetia (Georgia oriental) fue ocupado y anexado por el Imperio ruso. El 18 de julio de 1811, las autoridades rusas abolieron el estado autocéfalo de la Iglesia georgiana, y la Iglesia georgiana fue sometida al gobierno sinodal de la Iglesia ortodoxa rusa. Desde 1817, el obispo metropolitano, o exarca, a cargo de la Iglesia era un ruso étnico, sin conocimiento del idioma y la cultura georgiana. La liturgia georgiana fue suprimida y reemplazada por el eslavo eclesiástico, frescos antiguos fueron encalados de las paredes de muchas iglesias, y la publicación de literatura religiosa en georgiano fue muy censurada.

### Reconocimiento
Tras el derrocamiento del zar Nicolás II en marzo de 1917, los obispos de Georgia restauraron unilateralmente la autocefalía de la Iglesia ortodoxa georgiana el 25 de marzo de 1917. Estos cambios no fueron aceptados por la Iglesia ortodoxa rusa. Después de la invasión por el Ejército Rojo de la  República Democrática de Georgia en 1921, la Iglesia ortodoxa de Georgia fue objeto de un intenso acoso, con cientos de iglesias cerradas y cientos de monjes fueron asesinados. La independencia de la Iglesia ortodoxa de Georgia fue finalmente reconocida por la Iglesia ortodoxa rusa el 31 de octubre de 1943 por orden de Stalin.
El 3 de marzo de 1990, el patriarca de Constantinopla reconoció y aprobó la autocefalía de la Iglesia ortodoxa de Georgia, así como el honor patriarcal de los catolicós. La independencia de Georgia en 1991 vio un renacimiento importante de la Iglesia ortodoxa georgiana. El 14 de octubre de 2002, fue firmado un concordato con el Estado georgiano que reconoce notablemente la propiedad de la Iglesia de todas las iglesias y monasterios y le otorga un papel consultivo especial en el gobierno, especialmente en asuntos de educación.
Luego de que Abjasia se independizara de Georgia, en 2009 la eparquía de Sujumi proclamó su secesión de la Iglesia ortodoxa de Georgia para formar la nueva Iglesia ortodoxa de Abjasia. Sin embargo, este movimiento no fue reconocido por ninguna otra autoridad ortodoxa.

## Lista de los patriarcas de Georgia

### Arzobispos deMtsjeta
- Juan I 	(335-363)
- Jacobo  (363-375)
- Job		(375-390)
- Elías I 			(390-400)
- Simeón I 		        (400-410)
- Moisés 			(410-425)
- Jonás 			(425-429)
- Jeremías			(429-433)
- Gregorio I 		(433-434)
- Basilio I 		(434-436)
- Glonakor	 	        (436-448)
- Joel I 			(448-452)
- Miguel I 		        (452-467)

### Católicos deIberia
- Pedro I 			(467-474)
- Samuel I 		        (474-502)
- Gabriel I 		(502-510)
- Tavfechag I 		(510-516)
- Chirmagi-Chigirmane 	(516-523)
- Sabás I 			(523-532)
- Eulavio 			(532-544)
- Samuel II 		(544-553)
- Macario			(553-569)
- Simeón II 		(569-575)
- Samuel III 		(575-582)
- Samuel IV 		(582-591)
- Bartolomé 		(591-595)
- Kirión I 			(595-610)
- Juan II 			(610-619)
- Bábilas 			(619-629)
- Tabor 			(629-634)
- Samuel V 		        (634-640)
- Evnon 			(640-649)
- Tavfechag II 		(649-664)
- Eulalio 			(664-668)
- Joel II 			(668-670)
- Samuel VI 		(670-677)
- Jorge I 			(677-678)
- Kirión II 		(678-683)
- Izid-Bozidi 		(683-685)
- Teodoro I o Teodosio	(685-689)
- Pedro II Simeón 		(689-720)
- Talale 			(720-731)
- Mamai 			(731-744)
- Juan III 			(744-760)
- Gregorio II 		(760-767)
- Sarmeane 		        (767-774)
- Miguel II 		(774-780)
- Samuel VII 		(780-790)
- Cirilo I			(791-802)
- Gregorio III 		(802-814)
- Samuel VIII 		(814-826)
- Jorge II 			(826-838)
- Gabriel II 		(838-850)
- Hilarión I 		(850-860)
- Arsenio I 		(860-887)
- Eusiquio 		        (887-900)
- Clemente 		        (900-914)
- Basilio II 		(914-930)
- Miguel III 		(930-944)
- David I 			(944-955)
- Arsenio II 		(955-980)
- Okropir Juan I 		(980-1001)
- Simeón III 		(1001)

### Patriarcas-católicos de Georgia
- Melquisedec I 		(1001-1030)
- Okropir Juan II 		(1031-1039)
- Melquisedec I 		(1039-1045, 2.ª vez)
- Okropir Juan II 		(1045-1049, 2.ª vez)
- Eutimio I 		(1049-1055)
- Jorge III Taoeli 		(1055-1065)
- Gabriel III Safareli 	(1065-1080)
- Demetrio		        (1080-1090)
- Basilio III Karichisdze 	(1090-1100)
- Juan IV Safareli 		(1100-1142)
- Simeón IV Gulaberisdze	(1142-1146)
- Sabás II 			(1146-1150)
- Nicolás I Gulaberize 	(1150-1178)
- Miguel IV 		(1178-1186)
- Teodoro II 		(1186-1206)
- Basilio IV 		(1206-1208)
- Juan V 			(1208-1210)
- Epifanio 		        (1210-1220)
- Eutimio II 		(1220-1222)
- Arsenio III 		(1222-1225)
- Jorge IV 		        (1225-1230)
- Arsenio IV Bulmaisisdze 	(1230-1240)
- Nicolás II (1240-1280)
- Abraham I 		(1280-1310)
- Eutimio III 		(1310-1325)
- Miguel V 		        (1325-1330)
- Basilio V 		(1330-1350)
- Doroteo I 		(1350-1356)
- Shio I 			(1356-1364)
- Nicolás III 		(1364-1380)
- Jorge V 			(1380-1399)
- Elios Gobirakhisdze 	(1399-1411)
- Miguel VI 		(1411-1426)
- David II 		        (1426-1430)
- Teodoro III 		(1430-1435)
- David III Gobeladze 	(1435-1439)
- Shio II 			(1440-1443)
- David III Gobeladze 	        (1443-1459, 2.ª vez)
- Marcos 			(1460-1466)
- David IV 		        (1466-1479)
- Evagrio 			(1480-1492)
- Abraham II Abalaki 	(1492-1497)
- Efrén I 			(1497-1500)
- Evagrio 			(1500-1503, 2.ª vez)
- Doroteo II 		(1503-1510)
- Dionisio 		        (1510-1511)
- Doroteo II 		        (1511-1516, 2.ª vez)
- Basilio VI 		(1517-1528)
- Malaquías 		(1528-1538)
- Melquisedec II Bagrationi (1538-1541)
- Germán 			(1541-1547)
- Simeón V 		        (1547-1550)
- Zebedeo I 		(1550-1557)
- Domecio I 		(1557-1562)
- Nicolás IV Baratashvili 	(1562-1584)
- Nicolás V (1584-1591)
- Doroteo III 		(1592-1599)
- Domecio II 		(1599-1603)
- Zebedeo II 		(1603-1610)
- Juan VI Avalishvili 	(1610-1613)
- Cristóforo I 		(1613-1622)
- Zacarías Jorjadze 	(1623-1630)
- Eudemo I Diasamidze	(1630-1638)
- Cristóforo II Urdubegisdze (1638)
- Amilakhvari		 (1638-1660)
- Domecio III Kaikhosro Mukhran (1660)
- Batonisdze 		(1660-1675)
- Nicolás VI Magaladze 	(1675-1676)
- Nicolás VII Amilakhvari 	(1676-1687)
- Juan VII Diasamidze 	(1687-1691)
- Nicolás VII Amilakhvari 	(1691-1695, 2.ª vez)
- Juan VII Diasamidze 	        (1696-1700, 2.ª vez)
- Eudemo II Diasamize 	(1700-1703)
- Domecio IV 		(1704-1725)
- Besarión Orbeliani 	(1725-1737)
- Cirilo II 		(1737-1739)
- Domecio IV 		        (1739-1741, 2.ª vez)
- Nicolás VII Kherkheulidze (1742-1744)
- Antonio I Didi 		(1744-1755)
- José Jandieri 		(1755-1764)
- Antonio I Didi 		(1764-1788, 2.ª vez)
- Antonio II 		(1788-1811)

### Exarcasde Georgia bajo el dominio de laIglesia ortodoxa rusa
- Varlam Eristavi 		(1811-1817)
- Teofilacto Rusánov 	(1817-1821)
- Jonás Vasilevsky 		(1821-1834)
- Moisés Bogdánov-Platónov 	(1832-1834)
- Eugenio Bagánov		(1834-1844)
- Isidoro Nikolsky 		(1844-1858)
- Eusebio Ilinsky 		(1858-1877)
- Joanicio Rúdnev 		(1877-1882)
- Pablo Lébedev 		(1882-1887)
- Paladio Ráev 		(1887-1892)
- Vladímir Bogoyávlensky 	(1892-1898)
- Flaviano Gorodetsky 	(1898-1901)
- Alejo I Opotsky 		(1901-1905)
- Nicolás Nalímov 		(1905-1906)
- Nikon Sofíisky 		(1906-1908)
- Inocencio Beliáev 	(1909-1913)
- Alejo II Molchánov 	(1913-1914)
- Pitirim Oknov 		(1914-1915)
- Platón Rozhdéstvensky 	(1915-1917)

### Patriarcas-catolicós de Georgia al recuperar la autocefalia (tras la Revolución de Febrero de 1917)
- Kirión II Sadzaglishvili 	(1917-1918)
- Leonidas Okropiridze 	(1918-1921)
- Ambrosio Khelaia 		(1921-1927)
- Cristóforo III Tsitskishvili (1927-1932)
- Calístrato Tsintsadze 	(1932-1952)
- Melquisedec III Pkhaladze 	(1952-1960)
- Efrén II Sidamonidze 	(1960-1972)
- David V Devdariani 	(1972-1977)
- Elías II 			(1977- )